# 1771 Makover
1771 Makover је астероид главног астероидног појаса са пречником од приближно 56,72 km.
Афел астероида је на удаљености од 3,677 астрономских јединица (АЈ) од Сунца, а перихел на 2,563 АЈ.
Ексцентрицитет орбите износи 0,178, инклинација (нагиб) орбите у односу на раван еклиптике 11,252 степени, а орбитални период износи 2013,669 дана (5,513 година).
Апсолутна магнитуда астероида је 10,10 а геометријски албедо 0,050.
Астероид је откривен 24. јануара 1968. године.